# Partido Nacional Democrático (Nepal)
El Partido Nacional Democrático (Rashtriya Prajatantra Party en nepalí), es un partido político de derecha en Nepal, caracterizado por ser los defensores del sistema monárquico en el país que se convirtió en una República en el año 2008.
El PND se dividió en el año 1997, después que una facción ingresó en un gobierno de coalición con el Partido Comunista de Nepal (Marxista-Leninista Unificado) con el líder Lokendra Bahadur Chand como primer ministro. Por su lado, una facción dirigida por Surya Bahadur Thapa (1928-2015) se alió con el Congreso Nepalí y saboteó el gobierno de la coalición PND-PCN(MLU). En 1998 las dos facciones se reunieron después de graves traspiés electorales de ambos.
En el año 2005, el PND se volvió a dividir, cuando Thapa creó el partido Rashtriya Janashakti, de línea más moderada que el PND. Cuando el rey Gyanendra disolvió el Parlamento, designó a Thapa como primer ministro, provocando otra escisión en el partido.